# Jacob Levy Moreno
Jacob Levy Moreno (18 de maio de 1889 - 14 de maio de 1974), foi um médico, psicólogo, filósofo, dramaturgo romeno-judeu nascido na Romênia, crescido na Áustria (Viena) e naturalizado americano criador do psicodrama e pioneiro no estudo da terapia em grupo. Tem grandes contribuições no estudo dos grupos, em psicologia social e é o criador da sociometria.

## Biografia
Jacob Levy Moreno - nascido como Jacob Levi - foi o primeiro filho do comerciante sefardita Moreno Nissim Levi e de sua esposa Pauline Iancu. Em sua auto-definição, Moreno escolheu a data 16 de maio de 1892, dia em lembrança à expulsão dos judeus da Espanha, para o dia de seu nascimento. Segundo o comunicado, em sua autobiografia, ele nasceu numa noite de tempestade na madrugada do sábado santo, durante um passeio de barco a partir do Bósforo com rumo à Constanta em um navio de nacionalidade desconhecida. Estas informações de Moreno, no entanto, podem ser atribuídas mais a uma verdade psicodramática, pois Moreno nasceu realmente em casa na Rua Serban Voda em Bucareste em 18 de Maio de 1889.
Aos cinco anos de idade mudou-se com a família para Viena e foi neste local que vivenciou a 'brincadeira de ser deus' (godplayer). Nessa brincadeira, em que ele e várias outras crianças jogavam ser deus e os anjos, Moreno estava sentado no "trono de deus" , uma cadeira em cima de caixotes empilhados sobre uma mesa , e um dos "anjos" solicitou-lhe que voasse. Ele atendeu e acabou caindo no chão fraturando o braço direito. Em 1895, a sua família muda-se para Viena.
Moreno ingressou no curso de medicina da Universidade de Viena em 1909, onde formou-se em 1917. Logo se interessou por teatro, tornando-se adepto do teatro de improviso, que em Viena experimentava um extraordinário florescimento neste momento. Ele via elementos que podiam ser trazidos ao teatro, observando a espontaneidade e a criatividade das brincadeiras infantis, observando crianças no parque público de Augarten em Viena.
Ele foi um dos círculos artísticos expressionistas em Viena (editor da revista Daimon). Na efervescência intelectual e cultura vienense da época, Moreno mantinha contato com nomes importantes como Max Brod, Franz Werfel, Alfred Adler, Theodor Reik, Otto Pötzl, Paul Schilder e Helene Deutsch.
Durante seus estudos ele se concentrou em grupos marginalizados e trabalhou depois de sua formatura como médico em um campo de refugiados em Mitterndorf an der Fischa, baixa Áustria. Suas observações o levaram a suspeitar de atração social e forças de repulsão e visto no grupo mais do que a soma de seus usuários. Essas experiências serviram de base para seu trabalho posterior sobre sociometria, pesquisa-ação e para o desenvolvimento do método de psicodrama. De 1919 a 1925 ele trabalhou como um médico em Kottingbrunn e depois como administrador de saúde pública em Bad Vöslau, a cerca de 35 km de Viena.
Em 1921, criou o "teatro da espontaneidade". A ideia era de fazer uma apresentação espontânea sem decorar falas, era feito tudo no momento. Posteriormente, ele criou o "Jornal Vivo", em que ele e o grupo de atores dramatizavam notícias veiculadas nos jornais diários. Depois de anos trabalhando no hospital, usando o teatro espontaneidade, criou o teatro terapêutico, que depois se torno o psicodrama terapêutico. Define-se a primeira sessão psicodramática/sociodramática como sendo o evento, em 1º de Abril de 1921 no Komödienhaus de Viena.
Seria uma nova modalidade de expressão catártica instrumentada no exercício da espontaneidade e fundamentada na teoria dos papéis que foi melhor desenvolvido e sistematizado posteriormente, nos Estados Unidos, mais precisamente em New York, para onde Jacob Levy migraria em 1925. Em sua autobiografia, ele afirma que, de todos os lugares do mundo "só em Nova York, o caldeirão das nações, a grande metrópole, com toda a sua liberdade de todas as noções preconcebidas, eu poderia ser livre para prosseguir a investigação em grupo sociométrico no grande estilo eu tinha imaginado" Mais tarde, ele ocupou cargos na Universidade de Columbia e na New School for Social Research.
Em 1932, o Dr. Moreno introduzido pela primeira vez psicoterapia de grupo com a American Psychiatric Association. Para os próximos 40 anos, ele desenvolveu e introduziu sua Teoria das Relações Interpessoais e ferramentas para as ciências sociais que ele chamou de 'sociodrama', 'psicodrama', 'sociometria', e 'sociatria'. Em 1936, inaugurou o sanatório de Beacon Hill, ambiente que fomentou a prática psicodramática durante muitos anos.
Moreno morreu em Beacon, em 14 de maio de 1974, aos 85 anos de idade e pediu que em sua sepultura fossem gravadas as seguintes palavras: Aqui jaz aquele que abriu as portas da Psiquiatria à alegria.

## Psicodrama
Segundo Rojas-Bermúdez (1970): "o psicodrama é uma técnica psicoterápica cujas origens se acham no Teatro, na Psicologia e na Sociologia. Do ponto de vista técnico, constitui, em princípio, um processo de ação e da interação. Seu núcleo é a dramatização. Diferente das psicoterapias puramente verbais, o Psicodrama faz intervir, manifestamente, o corpo em suas variadas expressões e interações com outros corpos".
Pode-se dizer que a teoria de Moreno tem como base conceitos filosóficos como encontro, espontaneidade, criatividade, aqui-e-agora e teatro e conceitos teórico-técnicos como momento, teoria dos papéis, tele, role-playing, conserva cultural, entre outros, que somados às técnicas psicodramáticas compõe uma intervenção terapêutica que se propõe não reduzir a psicoterapia ao ato verbal.

## Família
No Brooklyn, Nova York, Moreno casou-se com Beatrice Beecher em 1926. O casamento acabou em divórcio, e em 1938 casou-se com Florence Bridge, com quem ele teve uma filha, Regina (nascida em 1939). Eles também se divorciaram, e ele se casou com Zerka Toeman em 1949, com quem ele teve um filho, Jonathan D. Moreno (nascido em 1952). Zerka foi a parceira de Moreno até a época de sua morte, sendo grande responsável pela sistematização da sua obra nos Estados Unidos e a divulgação do psicodrama pelo mundo.

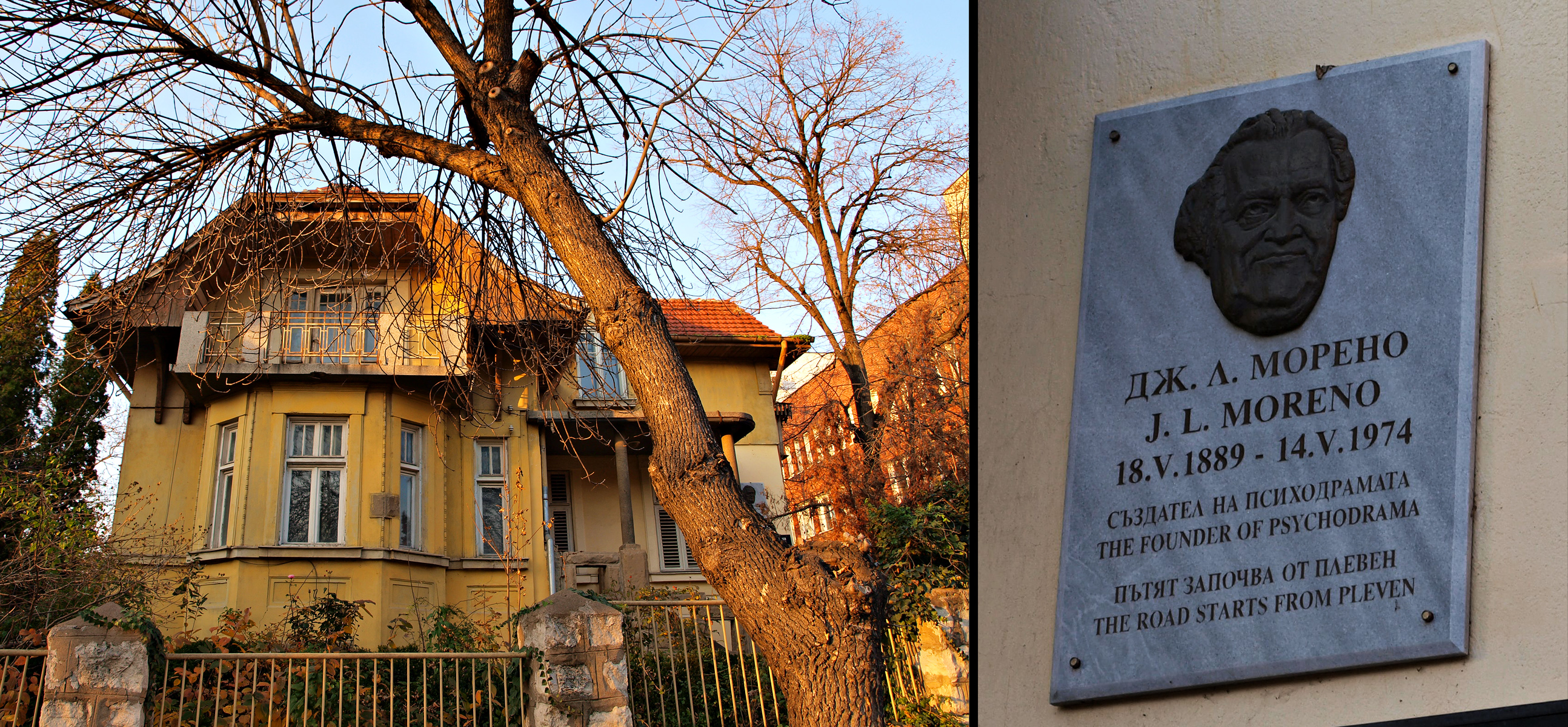
Casa antiga de Moreno Levi, pai de Jacob Levy Moreno, em Pleven na Bulgária e a placa comemorativa.

## Obras
1. As Palavras do Pai. Campinas: Editorial Psy, 1992 .
2. Fundamentos do Psicodrama. São Paulo: Summus Editorial, 1983.
3. Hipnodrama e Psicodrama. São Paulo: Summus Editorial, 1984.
4. J. L. Moreno: autobiografia. São Paulo: Saraiva, 1996.
5. Quem Sobreviverá?: Fundamentos da sociometria, da psicoterapia de grupo e do sociodrama. Edição de Estudante. São Paulo: Daimon, 2008.
6. Psicodrama. São Paulo: Editora Cultrix, 1997.
7. Psicodrama: terapia de ação e princípios da prática. São Paulo: Daimon, 2008.
8. Psicoterapia de grupo e psicodrama. São Paulo: Mestre Jou, 1973.
9. Teatro da Espontaneidade. São Paulo: Summus Editorial, 1984.